# Fraternity
Pour les articles homonymes, voir Fraternité (homonymie).
Fraternity est un groupe de rock australien, originaire d'Adélaïde. Le groupe est connu principalement pour leur chanteur, Bon Scott, qui rejoignit par la suite AC/DC, et Jimmy Barnes, le remplaçant de Bon Scott, qui rejoint ensuite Cold Chisel et qui eut une carrière solo fructueuse.

## Biographie
Fraternity se forme en Adélaïde, au sud de l'Australie, en 1970 par certains membres de la récente scission du groupe Levi Smith Clefs. Le groupe ne possède pas de chanteur régulier jusqu'à ce que le bassiste Bruce Howe décide de faire appel à Bon Scott, ancien chanteur de The Valentines, groupe qui venait de se dissoudre,.
Fraternity sort deux albums et quelques singles, qui connaissent un succès modéré en Australie. Le groupe tente de trouver le succès au Royaume-Uni mais ne le rencontre pas. Début 1973, le groupe change de nom pour Fang. À la mi-1973, le groupe décroche petit à petit jusqu'à ce que les membres retournent en Australie. Certains membres y forment Mount Lofty Rangers, avec qui Bon Scott enregistre quelques chansons avant d'être grièvement blessé à la suite d'un accident de moto au début de 1974. 
Après avoir récupéré de l'accident, Bon Scott se joint à AC/DC. Fraternity se reforme plus tard avec une composition de membres différents et reste tel quel jusqu'en environ 1975. À la fin 1975, Fraternity se renomme Some Dream. En 1978, le groupe est rebaptisé Mickey Finn, et comprend Bruce Howe, Jean Eyers, Mauri Berg et Joff Bateman.
En 1980, John Freeman, rejoint le groupe, suivi d'un second guitariste, Stan Koritni, et cette nouvelle formation coupe un album éponyme pour le label Eureka. Le groupe sort encore deux singles en 1980 et 1981, puis se dissout définitivement.

## Membres

### 1970-1973
- Bon Scott - chant, flûte à bec
- Mick Jurd - guitare
- John Freeman - batterie
- John Bisset - claviers, chœurs, chant
- Bruce Howe - (†) basse, chant
- « Uncle » John Eyers - harmonica
- Sam See - slide guitar, piano
- Tony Buettel - batterie (1970)

### 1974-1975
- Bruce Howe (†) - basse
- « Uncle » John Eyers - harmonica
- John Swan - batterie, chant, chœurs
- Peter Bersee - violon
- Jimmy Barnes - chant (1975)
- Mauri Berg - guitare
- John Freeman - batterie (1974)

## Discographie

### Albums studio
- 1971 : Livestock
- 1972 : Flaming Galah

### Compilations
- Complete Sessions 1971-72 (1996) ~ Double CD. Raven records.
- Seasons of Change (2003) ~ Remasterisation du Complete Sessions 1971-72. Delta records.

### Singles
- 1970 : Why Did It Have To Be Me? / Question (reprise de Moody Blues) (1970)
- 1971 : Livestock / Why Did It Have To Be Me? / Cool Spot (1971)
- 1971 : Seasons Of Change / Summerville (1971)
- 1971 : The Race Pt. 1 / The Race Pt. 2 (1971)
- 1972 : Welfare Boogie / Getting Off (1972)

### EP
- 1971 : If You Got It / Raglan's Folly / You Have A God

### Autres
- 1988 : Bon Scott: The Early Years 1967-1972
- 1997 : Golden Miles - Australian Progressive Rock 1969-1974 (Seasons of Change)